# Maaike de Waard
Maaike de Waard (Vlaardingen, 11 oktober 1996) is een Nederlandse zwemster.

## Carrière
Op de Open Nederlandse kampioenschappen kortebaanzwemmen 2010 in Amsterdam veroverde De Waard de bronzen medaille op de 50 meter rugslag. Tijdens de Open Nederlandse kampioenschappen zwemmen 2012 in Amsterdam werd ze, op de 50 meter rugslag, voor de eerste maal Nederlands kampioene. Bij haar internationale seniorendebuut, op de Europese kampioenschappen kortebaanzwemmen 2012 in Chartres, eindigde De Waard als achtste op de 50 meter vlinderslag, daarnaast strandde ze in de halve finales van de 50 meter rugslag en in de series van de 100 meter rugslag.
Op de Europese kampioenschappen kortebaanzwemmen 2013 in Herning eindigde de Nederlandse als tiende op de 100 meter rugslag, op de 50 meter rugslag werd ze uitgeschakeld in de halve finales.
Tijdens de Olympische Jeugdzomerspelen 2014 in Nanking veroverde De Waard de gouden medaille op de 50 meter rugslag, daarnaast eindigde ze als vijfde op de 100 meter rugslag en strandde ze in de halve finales van de 50 meter vlinderslag. Op de Amsterdam Swim Cup 2014 zwom ze de limiet voor de wereldkampioenschappen zwemmen 2015 op zowel de 50 als de 100 meter rugslag.

## Internationale toernooien
| Jaar  | Olympische Spelen                      | WK langebaan                                                                      | WK kortebaan | EK langebaan                                                        | EK kortebaan |
| ----- | -------------------------------------- | --------------------------------------------------------------------------------- | --- | ------------------------------------------------------------------- | --- |
| 2012  | geen deelname                          |                                                                                   | geen deelname | geen deelname                                                       | 9e 50m rugslag serie 100m rugslag 8e 50m vlinderslag                                                                                          |
| 2013  |                                        | geen deelname                                                                     | |                                                                     | 14e 50m rugslag 10e 100m rugslag |
| 2014  |                                        |                                                                                   | geen deelname | geen deelname                                                       | |
| 2015  |                                        | 25e 50m rugslag 43e 100m rugslag                                                  | |                                                                     | |
| 2016  | geen deelname                          |                                                                                   | 12e 50m rugslag · 24e 100m rugslag · 8e 50m vlinderslag · 4x50m vrije slag · 4x100m vrije slag · 4x50m vrije slag gemengd | 5e 50m rugslag 21e 100m rugslag 7e 50m vlinderslag                  | |
| 2017  |                                        | 19e 50m rugslag 12e 50m vlinderslag                                               | |                                                                     | 50m vlinderslag · 50m rugslag |
| 2018  |                                        |                                                                                   | 4x100m vrije slag · 4x50m wisselslag · 5e 50m vlinderslag                                                                 |                                                                     | |
| 2019  |                                        | 12e 50m rugslag 25e100m rugslag 18e 50m vlinderslag                               | |                                                                     | geen deelname |
| 2020* | 16e 100m rugslag 10e 4×100m wisselslag |                                                                                   | 4x50m wisselslag · 6e 50m vlinderslag ·                                                                                   | 50m rugslag · 8e 100m rugslag · 5e 50m vlinderslag ·                | |
| 2021  |                                        |                                                                                   | |                                                                     | 4x50m vrije slag · 4e 4x50m wisselslag · 50m rugslag · 100m rugslag · 4x50m vrije slag gemengd · 50m vlinderslag · 4x50m wisselslag gemengd · |
| 2022  |                                        | 9e 100m rugslag 10e 50m rugslag 8e 50m vlinderslag 5e 4×100m wisselslag           | 7e 50m vlinderslag · 10e 100m rugslag · 4×50m vrije slag · 4×50m vrije slag gemengd · 8e 50m rugslag ·                    | 50m vlinderslag · 50m rugslag · 8e 100m rugslag · 4x100m wisselslag | |
| 2023  |                                        | 11e 100m rugslag 12e 50m rugslag 13e 50m vlinderslag 4e 4×100m wisselslag gemengd | |                                                                     | |
| 2024  |                                        | 7e 100m rugslag 11e 50m vlinderslag                                               | |                                                                     | |
| 2025  |                                        | 13e 100m rugslag 14e 50m rugslag                                                  | |                                                                     | |

 *) De internationale toernooien die in 2020 zouden plaatsvinden werden vanwege de coronapandemie uitgesteld tot 2021.

## Persoonlijke records
Bijgewerkt tot en met 5 november 2021
Kortebaan
| Afstand          | Tijd  | Datum            | Plaats    |
| ---------------- | ----- | ---------------- | --------- |
| 50m rugslag      | 26,10 | 4 november 2021  | Kazan     |
| 100m rugslag     | 56,51 | 5 november 2021  | Kazan     |
| 50m vlinderslag  | 24,94 | 17 oktober 2020  | Amsterdam |
| 100m vlinderslag | 56,40 | 17 december 2022 | Melbourne |

Langebaan
| Afstand          | Tijd  | Datum            | Plaats    |
| ---------------- | ----- | ---------------- | --------- |
| 50m rugslag      | 27,69 | 18 mei 2021      | Boedapest |
| 100m rugslag     | 59,76 | 20 mei 2021      | Boedapest |
| 50m vlinderslag  | 25,62 | 13 augustus 2022 | München   |
| 100m vlinderslag | 58,10 | 4 december 2020  | Rotterdam |